# Корниенко, Анатолий Иванович
Анато́лий Ива́нович Корние́нко (5 ноября 1938 — 18 января 2022) — украинский советский партийный и государственный деятель, первый секретарь Тернопольского обкома КП Украины (1983—1987). Депутат Совета Союза Верховного Совета СССР 11 созыва (1984—1989), народный депутат СССР.

## Биография
Родился в 1938 году в селе Полствин Каневского района Киевской области в крестьянской семье. Образование высшее, инженер-технолог. Украинец.
В 1960—1962 годах, после окончания Киевского технологического института лёгкой промышленности, работал на Киевской обувной фабрике № 1 мастером, начальником цеха, избирался секретарём комитета комсомола предприятия.
С 1962 года — секретарь Киевского горкома, затем обкома комсомола. С 1968 года — первый секретарь Киевского горкома комсомола.
В 1971 году перешёл на партийную работу — был избран первым секретарём Шевченковского райкома партии города Киева. Более 4 лет он был кандидатом в члены бюро Киевского горкома партии.
С 1972 года — второй, а с 1975 года — первый секретарь ЦК ЛКСМ Украины.
С 1983 до 1987 года работал первым секретарём Тернопольского обкома КПУ.
В 1987 году утверждён заведующим отделом организационно-партийной и кадровой работы ЦК КПУ. С 1989 года — заместитель заведующего отделом партийного строительства и кадровой работы ЦК КПСС. В том же году избран первым секретарём Киевского горкома партии.
4 марта 1990 года на состоявшихся выборах в Киевский городской Совет Корниенко А. Н. уже в первом туре одержал победу по избирательному округу № 284 Шевченковского района. За него проголосовал 2101 избиратель, против — 1439, в то время как главный конкурент по этому избирательному округу Никитин В. П. получил в поддержку 894 голос, проголосовало против — 2646.
Умер 18 января 2022 года.

## Награды
- два ордена Трудового Красного Знамени
- орден Дружбы Народов
- Грамота Президиума Верховного Совета УССР (25.10.1968)